# Як левеня і черепаха співали пісню
«Як левеня і черепаха співали пісню» (рос. Как львёнок и черепаха пели песню) — радянський музичний мальований мультфільм за казкою С. Козлова. Режисер І. Ковалевська продовжила музичну тему в мультиплікації після популярних «Бременських музиків» (1969), «Катерка» (1970) і «Казки про попа і наймита його Балду» (1973).

## Сюжет
Одного разу під час прогулянки маленький Левеня на ім'я Ррр-мяу почув чудову пісеньку і подружився з Черепахою, яка її створила ...
Спочатку вони разом заспівали цю пісеньку кілька разів в різних варіаціях, тому що Левеня не розумів, як можна співати пісню лежачи, і Черепаха поправляла його, коли він співав «сиджу» замість «лежу». Потім Черепаха покатала Левеня Рр-Мяу на собі ...
Коли зовсім стемніло, новоспечені друзі розлучилися, і Черепаха пообіцяла Львёнку, що на наступний день вона напише нову пісню. А той побіг підстрибом додому, радісно наспівуючи пісеньку і розмірковуючи про те, «як же все-таки можна спати з відкритими очима і одночасно співати пісню?»

## Озвучування
- Олег Анофрієв — Левеня, Черепаха
- Р. Плятт — ведущий